# Banco Azzoaglio
Il Banco di Credito P. Azzoaglio S.p.A. (operante sotto la denominazione abbreviata Banco Azzoaglio) è un istituto bancario italiano a carattere privato e diffusione regionale.
Ha sede nel comune di Ceva, in provincia di Cuneo (ove è stato fondato nel 1879), e conta 19 filiali sparse tra Piemonte e Liguria.

## Storia
Nel 1879 Paolo Azzoaglio, commerciante, proprietario terriero e operatore immobiliare, aprì a Ceva una ditta individuale per il credito. Essa crebbe rapidamente, anche grazie alla robusta emigrazione di abitanti del comune basso-piemontese alla volta degli Stati Uniti d'America, che fece affluire nelle casse sociali sostanziose rimesse internazionali.
Al fondatore subentrò il figlio Vincenzo, che resse la banca nel periodo delle guerre mondiali, superando con successo le frequenti crisi economiche mondiali.
Nel 1959, in pieno miracolo economico, il Banco cambiò forma amministrativa, passando da ditta individuale a società in nome collettivo: quattro anni dopo, nel 1963, venne aperta la prima filiale al di fuori del comune di fondazione, a Garessio. Nel 1977 il Banco divenne una società per azioni.
Col passaggio alla terza e quarta generazione della famiglia Azzoaglio (a Vincenzo subentrano i figli Paolo e Francesco e, in un secondo momento, i nipoti Erica e Simone) il Banco si espande ulteriormente aprendo nuove filiali tra Piemonte e Liguria.

## Attività
Il Banco Azzoaglio si connota quale realtà a conduzione familiare, essendo sempre rimasto sotto il controllo dei discendenti del fondatore. Al 31 dicembre 2017 dichiarava una raccolta pari a euro 1 591 000 000, impieghi per euro 516 000 000 e una ricchezza finanziaria totale di euro 2 107 000 000. Alla medesima data i dipendenti erano 136; al 2023 le filiali sono 23, delle quali 22 dislocate tra medio-basso Piemonte e Liguria (nelle province di Cuneo, Savona e Imperia) e una a Torino.